# Drycothaea indistincta
Drycothaea indistincta es una especie de escarabajo longicornio del género Drycothaea, familia Cerambycidae. Fue descrita científicamente por Lingafelter & Nearns en 2007.
Habita en República Dominicana. Los machos y las hembras miden aproximadamente 7-9,5 mm. El período de vuelo de esta especie ocurre en los meses de mayo, junio, julio, agosto y noviembre.